# Atletica leggera ai Giochi della V Olimpiade - Corsa campestre individuale

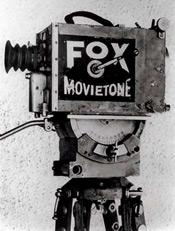
video della gara (durata: 20")

La competizione della corsa campestre individuale di atletica leggera ai Giochi della V Olimpiade si tenne il 15 luglio 1912 allo Stadio Olimpico di Stoccolma.

## Finale
Partenza allo stadio; circuito di 4 km da percorrere due volte, poi ritorno allo stadio (12 km circa). Per non favorire nessuna nazione, gli organizzatori hanno tenuto segreto il percorso della prova.
| Pos.    | Atleta               | Nazione     | Tempo    |
| ------- | -------------------- | ----------- | -------- |
| Oro     | Hannes Kolehmainen   | Finlandia   | 45'11"6  |
| Argento | Hjalmar Andersson    | Svezia      | 45'44"8  |
| Bronzo  | John Eke             | Svezia      | 46'37"6  |
| 4       | Lauri Eskola         | Finlandia   | 46'54"8  |
| 5       | Josef Ternström      | Svezia      | 47'07"1  |
| 6       | Albin Stenroos       | Finlandia   | 47'23"4  |
| 7       | Ville Kyrönen        | Finlandia   | 47'32"0  |
| 8       | Len Richardson       | Sudafrica   | 47'33"5  |
| 9       | Brynolf Larsson      | Svezia      | 47'37"4  |
| 10      | Johan Sundkvist      | Svezia      | 47'40"0  |
| 11      | Viljam Johansson     | Finlandia   | 48'03"0  |
| 12      | Harry Hellawell      | Stati Uniti | 48'12"0  |
| 13      | Klas Lundström       | Svezia      | 48'45"4  |
| 14      | Lauritz Christiansen | Danimarca   | 49'06"4  |
| 15      | Frederick Hibbins    | Regno Unito | 49'18"2  |
| 16      | Ernest Glover        | Regno Unito | 49'53"7  |
| 17      | Bror Fock            | Svezia      | 50'15"8  |
| 18      | Thomas Humphreys     | Regno Unito | 50'28"0  |
| 19      | Olaf Hovdenak        | Norvegia    | 50'40"8  |
| 20      | Parelius Finnerud    | Norvegia    | 51'16"2  |
| 21      | Gustaf Carlén        | Svezia      | 51'26"8  |
| 22      | Johannes Andersen    | Norvegia    | 51'47"4  |
| 23      | Viggo Pedersen       | Danimarca   | 53'00"8  |
| 24      | Louis Scott          | Stati Uniti | 53'51"4  |
| 25      | Väinö Heikkilä       | Finlandia   | 54'08"0  |
| 26      | Gerhard Topp         | Danimarca   | 54'24"9  |
| 27      | Gregor Vietz         | Germania    | 54'40"6  |
| 28      | Steen Rasmussen      | Danimarca   | 55'27"0  |
| -       | Emmerich Rath        | Austria     | Ritirato |
| -       | Holger Baden         | Danimarca   | Rit.     |
| -       | Fritz Danild         | Danimarca   | Rit.     |
| -       | Karl Julius Jensen   | Danimarca   | Rit.     |
| -       | Efraim Harju         | Finlandia   | Rit.     |
| -       | Aarne Lindholm       | Finlandia   | Rit.     |
| -       | Jean Bouin           | Francia     | Rit.     |
| -       | William Cottrill     | Regno Unito | Rit.     |
| -       | William Scott        | Regno Unito | Rit.     |
| -       | Nils Dahl            | Norvegia    | Rit.     |
| -       | Edvin Hellgren       | Svezia      | Rit.     |
| -       | John Klintberg       | Svezia      | Rit.     |
| -       | Axel Lindahl         | Svezia      | Rit.     |
| -       | Henrik Nordström     | Svezia      | Rit.     |
| -       | George Bonhag        | Stati Uniti | Rit.     |
| -       | Tell Berna           | Stati Uniti | Rit.     |
| -       | William Kramer       | Stati Uniti | Rit.     |